# Microrégion de la Chapada dos Veadeiros
La microrégion de la Chapada dos Veadeiros est l'une des deux microrégions qui subdivisent le nord de l'État de Goiás au Brésil.
Elle comporte 8 municipalités qui regroupaient 66 188 habitants en 2013 pour une superficie totale de 21 338 km2.

## Municipalités
- Alto Paraíso de Goiás
- Campos Belos
- Cavalcante
- Colinas do Sul
- Monte Alegre de Goiás
- Nova Roma
- São João d'Aliança
- Teresina de Goiás